# Quadrangle d'Agnesi
Le quadrangle d'Agnesi (littéralement :  quadrangle du cratère Agnesi), aussi identifié par le code USGS V-45, est une région cartographique en quadrangle sur Vénus. Elle est définie par des latitudes comprises entre 25° et 50° S et des longitudes comprises entre 30° et 60° E,. Il tire son nom du cratère Agnesi.

## Coronæ
- Codidon Corona
- Elihino Corona
- Inanna Corona
- Mama Allpa Corona
- Mou nyamy Corona
- Pakoti Corona
- Umay ene Corona
- Xcanil Corona
- Zemlika Corona
- Ekhe-Burkhan Corona